# 442-й корпусной артиллерийский полк
442-й корпусной артиллерийский полк — воинская часть Вооружённых Сил СССР в Великой Отечественной войне. В 1942 году полк мог фигурировать под названиями 442-й артиллерийский полк, 442-й армейский артиллерийский полк, 442-й пушечный артиллерийский полк.

## История
Сформирован 13 марта 1941 года в составе 25-го стрелкового корпуса. На 22 июня 1941 года дислоцируется в Донецке.
В действующей армии во время Великой Отечественной войны с 2 июля 1941 года по 26 августа 1942 года.
С началом войны в составе корпуса начал переброску с Украины на смоленское направление. Разгрузился 10 июля 1941 года в районе Витебска и на 11 июля 1941 года находился севернее Витебска у села Мишутки. 11-13 июля 1941 года ведёт бои, отступая на восток через Рудню, затем через Ярцево, понёс потери, как в материальной части, так и в личном составе.
После пополнения отправлен в район Малой Вишеры, где с 22 августа 1941 года вновь вступил в бои. С 22 августа по 27 августа 1941 года ведёт обстрел станции Волхово, с 29 августа 1941 года действует на Чудовском направлении из района Грузино, поддерживая 288-ю стрелковую дивизию.
С началом немецкого наступления 16 октября 1941 года (Тихвинская оборонительная операция), отступил к Малой Вишере, и ведёт боевые действия в том районе вплоть до 1942 года. На 11 ноября 1941 дислоцируется в районе станции Бурга. В ходе наступления (Тихвинская наступательная операция), передвигался вдоль железной дороги, базируясь в посёлке Красное, Горнешно, станции Гряды. На 1 января 1942 года базируется в деревне Шевелёво.
Приказом командующего войсками Волховского фронта № 0017 11 января 1942 года был «временно» подчинён командованию 2-й ударной армии, в феврале 1942 года был окончательно передан в её состав. Передислоцирован на берег реки Волхов и поддерживает наступающие войска 2-й ударной армии в ходе Любанской операции с правого берега Волхова.
Об организации артиллерийского огня полком в ходе операции докладывал командир полка:

«Чётких приказов с постановкой конкретных задач для артиллерии я не получал. Всё основано на звонках по телефону, присылке посыльных с приказами открыть огонь туда-то. Артиллерия действует распылённое корректировка с воздуха отсутствует, огонь ведём впустую»— http://www.fedy-diary.ru/?p=3383
26 января 1942 года полк переправился через Волхов и занял дорогу, идущую от совхоза «Красный ударник» на Мясной Бор, а затем и ещё углубился в котёл, к реке Глушица. В начале апреля 1942 года оборона 372-й стрелковой дивизии, которой в том числе прикрывался полк, и командир полка принял решение выйти в безопасное место, переправившись через Замошские болота.
Из записок младшего врача полка В. М. Золотухина

Продовольственный запас — несколько жалких кляч, которых вели с собой для убоя в наиболее критический момент. Люди держались на коре, берёзовом соке и… энтузиазме. По лесной просеке ещё могли, с помощью тягачей, проехать автомашины, но тяжёлые орудия дорога не выдерживала. Их подцепляли тремя-четырьмя, а то и шестью тракторами и протаскивали вперёд метр за метром. Колёса погружались в болотную хлябь, орудия садились на станины. Вдоль просеки срубили все деревья, чтобы с помощью рычагов извлечь орудия из болота. Все — от солдата до командира полка — включились в этот адский труд. Люди вязли в болотной жиже выше колен, были заляпаны грязью с головы до ног, но отрывались от работы лишь на какие-нибудь 10-15 мин, чтобы погреться у костра да выпить кипятку.— http://www.pavlovsk-spb.ru/divizii/415-442-oj-artpolk-rgk.html
Потеряв пять орудий, четыре трактора и несколько автомашин, через полмесяца полк смог перебраться в сравнительно безопасное место. Командование фронтом приказало к исходу 3 мая 1942 года сосредоточить полк в районе Ольховки, где он должен был перейти в подчинение 59-й армии. Полк сосредоточился в заданном районе (про переподчинение неизвестно, произошло ли оно). 2 июня 1942 года немецкие войска прорвали оборону 374-й стрелковой дивизии и до ста человек артиллеристов были вынуждены отправиться в пехотные порядки со стрелковым оружием. У каждого орудия в полку оставались по 1-2 человека.
В течение июня 1942 года полк был полностью уничтожен в кольце окружения 2-й ударной армии.
26 августа 1942 года полк расформирован.

## Подчинение
| Дата            | Фронт (округ)                                              | Армия                | Корпус                 | Дивизия | Примечания |
| --------------- | ---------------------------------------------------------- | -------------------- | ---------------------- | ------- | ---------- |
| 22.06.1941 года | Резерв Ставки ГК                                           | 19-я армия           | 25-й стрелковый корпус | -       | -          |
| 01.07.1941 года | Резерв Ставки ГК (Группа армий резерва Ставки ГК)          | 19-я армия           | 25-й стрелковый корпус | -       | -          |
| 10.07.1941 года | Западный фронт                                             | 19-я армия           | 25-й стрелковый корпус | -       | -          |
| 01.08.1941 года | Западный фронт                                             | 19-я армия           | 25-й стрелковый корпус | -       | -          |
| 01.09.1941 года | -                                                          | 52-я отдельная армия | -                      | -       | -          |
| 01.10.1941 года | -                                                          | 52-я отдельная армия | -                      | -       | -          |
| 01.11.1941 года | -                                                          | 52-я отдельная армия | -                      | -       | -          |
| 01.12.1941 года | -                                                          | 52-я отдельная армия | -                      | -       | -          |
| 01.01.1942 года | -                                                          | 52-я отдельная армия | -                      | -       | -          |
| 01.01.1942 года | Волховский фронт                                           | 52-я армия           | -                      | -       | -          |
| 01.02.1942 года | Волховский фронт                                           | 52-я армия           | -                      | -       | -          |
| 01.03.1942 года | Волховский фронт                                           | 2-я ударная армия    | -                      | -       | -          |
| 01.04.1942 года | Волховский фронт                                           | 2-я ударная армия    | -                      | -       | -          |
| 01.05.1942 года | Ленинградский фронт (Группа войск Волховского направления) | 2-я ударная армия    | -                      | -       | -          |
| 01.06.1942 года | Ленинградский фронт (Волховская группа войск)              | 2-я ударная армия    | -                      | -       | -          |
| 01.07.1942 года | Волховский фронт                                           | 2-я ударная армия    | -                      | -       | -          |
| 01.08.1942 года | Волховский фронт                                           | 2-я ударная армия    | -                      | -       | -          |

## Командиры
- майор Николаевич
- майор, полковник Калмыков